# Ashita, Watashi wa Dareka no Kanojo
Ashita, Watashi wa Dareka no Kanojo (japanisch 明日、私は誰かのカノジョ) ist ein Web-Manga, der von Hinao Wono geschrieben und gezeichnet wurde und erscheint seit Mai 2019 Online in Cycomi bei Cygames.

## Inhalt
Porträtiert wird das Leben von fünf grundverschiedenen Frauen aus Tokio, die versuchen, ihren Alltag mit all seinen Irrungen und Wirrungen zu meistern. Diese sind: Yuki, eine 19-jährige Studentin, die ihren Lebensunterhalt als „Rental Girlfriend“ bestreitet, indem sie gegen Bezahlung für eine bestimmte Zeit in die Rolle der Freundin ihres Klienten schlüpft; Rina, eine Frau, die sich in Männerbekanntschaften stürzt, um die Einsamkeit zu lindern, die sie verspürt; Aya, eine Frau in den Dreißigern, für die das Aussehen das Wichtigste ist, weshalb sie sich regelmäßig plastischen Operationen unterzieht; Moe, die sich nicht davor fürchtet, sie selbst zu sein, und sich von niemandem auf ihrem Weg beirren lässt; sowie Yua, die es auf der Suche nach freier Entfaltung in die Großstadt gezogen hat und nun im Ausgehviertel zu Hause ist. Aber was hält das Leben für jede dieser Frauen bereit?

## Veröffentlichungen
Erstmals entstand Ashita, Watashi wa Dareka no Kanojo Mai 2019 als Webcomic-Serie durch den Künstler Hinao Wono. Seit 19. Dezember 2019 erscheinen die Kapitel bei Shogakukan auch gesammelt in bisher zehn Bänden.

## Verfilmungen
Im Jahr 2022 kam eine Umsetzung des Mangas als Realserie beim Sender MBS heraus. Für den deutschsprachigen Raum sicherte sich der Streamingdienst Disney+ die Lizenzrechte an der Serie und veröffentlicht sie als Tomorrow, I'll be Someone's Girlfriend.